# Canal Sur 2
Canal Sur 2 est la seconde chaîne du groupe de radio-télévision public andalou Radio y Televisión de Andalucía.

## Histoire
Lancée le 5 juin 1998, à l'occasion du centième anniversaire de la naissance de Federico García Lorca, elle vient compléter l'offre proposée depuis 1988 par la principale chaîne de télévision publique de la communauté autonome, Canal Sur Televisión. Baptisée Canal 2 Andalucía au moment de sa création, elle prend son nom actuel en 2008.

## Identité visuelle

Logo de Canal 2 Andalucía de 1998 à 2008.
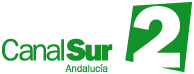
Logo de Canal Sur 2 de 2008 à 2011.
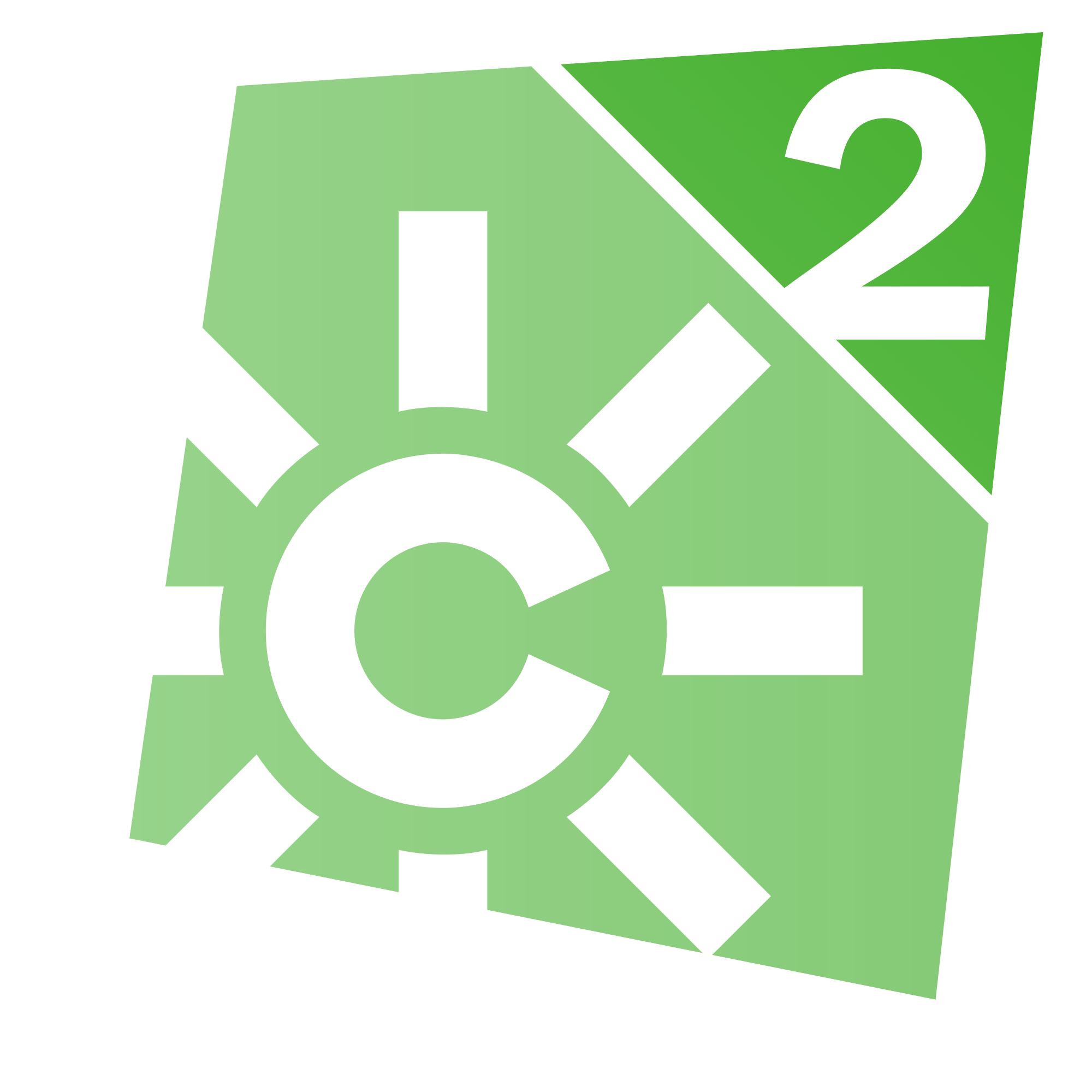
Logo de 2011 à 2012, et rétabli comme logo actuel de Canal Sur 2 depuis 2017.
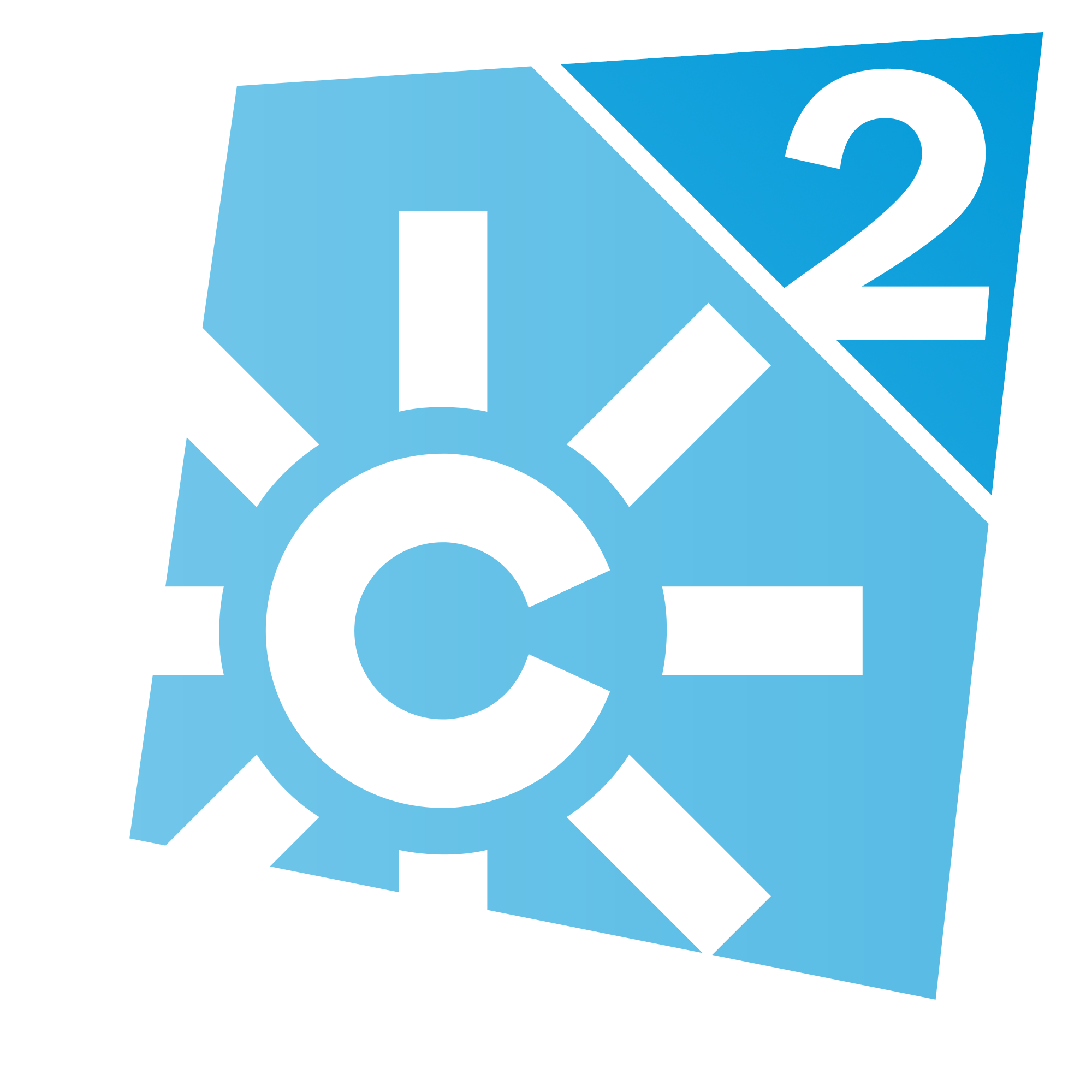
Logo de 2012 à 2017.

## Programmation
Au contraire de la première chaîne du groupe, au contenu plus généraliste, Canal Sur 2 propose une programmation essentiellement culturelle et sportive.

## Diffusion
Elle est diffusée sur le réseau hertzien (analogique et numérique) dans plusieurs régions espagnoles, principalement en Andalousie, mais aussi une partie de la Murcie et les villes de Ceuta et de Melilla sur le continent africain, la région de l'Algarve au Portugal , la presqu'île britannique de Gibraltar et la région de Tanger au Maroc.
Certaines de ses émissions servent à alimenter la chaîne satellite andalouse Andalucía Televisión.

### Sources
- (es) Cet article est partiellement ou en totalité issu de l’article de Wikipédia en espagnol intitulé « Canal Sur 2 » (voir la liste des auteurs).